# Fusion Media Explorer
AMD Fusion Media Explorer (досл.: «медиаобозреватель слияния»; сокр. FME) — веб-браузер, разрабатываемый и распространяемый американской компанией AMD. FME является первым браузером компании AMD и позиционируется как первый трёхмерный браузер в мире. FME призван продемонстрировать мультимедийные возможности персональных компьютеров, собранных на основе компонентов от AMD.
Браузер был анонсирован 9 апреля 2009 года. В настоящее время доступна бета-версия.
FME распространяется бесплатно, однако является проприетарным.

## Описание
«Fusion Media Explorer» имеет оригинальный объёмный (трёхмерный) интерфейс, в котором все доступные файлы представлены в виде трёхмерных объектов, расположенных иерархически. Для того, чтобы загрузить или выгрузить какой-либо файл, достаточно перетащить его мышкой с одной части браузера в другую (метод бери-и-брось). В «Fusion Media Explorer» встроен полнофункциональный медиаплеер, позволяющий посмотреть файл без его полного скачивания. Кроме того, браузер оснащен встроенным поисковиком локальных и удаленных файлов.
«Fusion Media Explorer» имеет сильную интеграцию во многие популярные интернет-сервисы и социальные сети, например, имеет возможность автоматического скачивания фотографий с Фейсбука и их упрощённую загрузку. Присутствует тематический поиск мультимедийных файлов на YouTube, Flickr и в Windows Live. Трёхмерный интерфейс предоставляет возможность обмениваться медиаконтентом между пользователями и сохранять контент на локальном компьютере пользователя при помощи перетаскивания.
Ещё одной функцией FME является AutoDJ — система поиска ассоциативных рядов данных. AutoDJ анализирует используемый пользователем медиаконтент и находит в Интернете подобный к нему другой контент. Например, если пользователь слушает композиции определённого исполнителя, то браузер даст ему возможность просмотреть клипы этой группы и фотографии с её изображениями.
Директор по маркетингу AMD Кейси Готчер (англ. Casey Gotcher) в своём блоге сообщил, что «Fusion Media Explorer» имеет своей целью демонстрацию мультимедийных возможностей настольных и мобильных платформ AMD. Он призван продемонстрировать работу ПО, которое создано с учётом всех особенностей и преимуществ центральных и графических процессоров производства AMD.
В настоящее время «Fusion Media Explorer» находится на стадии открытого бета-тестирования. Среди поддерживаемых операционных систем в настоящее время числится только семейство Windows Vista, причём протестированы на стабильность работы с браузером только Windows Vista Home Premium и Windows Vista Ultimate. Поддерживаются как 32-битные, так и 64-битные ОС. Семейства Windows XP, Windows Home Server, Windows Server 2003, Windows 7, а также операционные системы семейства Linux не поддерживаются.